# FIP World Tag Team Championship
El FIP World Tag Team Championship o Campeonato Mundial en Parejas de FIP, es un campeonato de lucha libre profesional defendido en la promoción independiente Full Impact Pro. Los campeones actuales son The Emerald Empire (Devin Diaz & Jonathan Hudson), quienes se encuentran en su primer reinado.

## Campeones
El Campeonato Mundial en Parejas de FIP es el campeonato mundial por equipos de Full Impact Pro y fue establecido en 2005. Los campeones inaugurales fueron DP Associates (Eddie Vegas & Jimmy Rave), quienes ganaron los títulos al derrotar a Roderick Strong & Jerrelle Clark y a CM Punk & Don Juan el 22 de abril de 2005 en el evento The Usual Suspects. Desde entonces ha habido 24 distintos equipos campeones y 47 luchadores campeones individualmente, repartidos en 28 reinados en total.
El reinado más largo en la historia del campeonato lo ostentan The Hooligans (Devin Cutter & Mason Cutter), quienes mantuvieron el campeonato por 910 días en su primer reinado. En contraparte, Sal Rinauro & Spanky poseen el reinado más corto, con 27 días, tras ser derrotados por The Heartbreak Express (Phil Davis & Sean Davis) en Big Year One Bash: Night One.
En cuanto a los días en total como campeón (un acumulado entre la suma de todos los días de los reinados cada equipo), The Hooligans (Devin Cutter & Mason Cutter) poseen el primer lugar, con 910 días en un reinados. Le siguen The Skulk (Adrian Alanis & Liam Gray), con 744 días en un reinados, y The Scene (Caleb Konley & Scott Reed) con 462 días en un reinados.

### Lista de campeones
| N.º | Campeones                                             | Lucha                   | Lucha                                   | Lucha                  | Estadísticas | Estadísticas | Notas y referencias |
| N.º | Campeones                                             | Fecha                   | Evento                                  | Ubicación              | Reinado      | Días         | Notas y referencias |
| --- | ----------------------------------------------------- | ----------------------- | --------------------------------------- | ---------------------- | ------------ | ------------ | --- |
| 1   | DP Associates (Eddie Vegas & Jimmy Rave)              | 22 de abril de 2005     | The Usual Suspects                      | Brandon, Florida       | 1            | 106          | Derrotaron al equipo de Roderick Strong & Jerrelle Clark y a CM Punk & Don Juan en la final de un torneo para convertirse en los campeones inaugurales.               |
| 2   | Sal Rinauro & Spanky                                  | 6 de agosto de 2005     | Heatstroke: Night Two                   | Bushnell, Florida      | 1            | 27           | [ 2 ] |
| 3   | The Heartbreak Express (Phil Davis & Sean Davis)      | 2 de septiembre de 2005 | Big Year One Bash: Night One            | Arcadia, Florida       | 1            | 267          | [ 3 ] |
| 4   | The Black Market (Joey Machete & Shawn Murphy)        | 27 de mayo de 2006      | FIP                                     | Crystal River, Florida | 1            | 105          | [ 4 ] |
| 5   | The Heartbreak Express (Phil Davis & Sean Davis)      | 9 de septiembre de 2006 | Second Year Spectacular: Night Two      | Arcadia, Florida       | 2            | 35           | [ 5 ] |
| 6   | The Briscoe Brothers (Jay Briscoe & Mark Briscoe)     | 14 de octubre de 2006   | Southern Justice                        | Brandon, Florida       | 1            | 391          | [ 6 ] |
| 7   | The YRR (Jason Blade & Kenny King)                    | 9 de noviembre de 2007  | Unstoppable                             | Crystal River, Florida | 1            | 407          | [ 7 ] |
| 8   | Erick Stevens & Roderick Strong                       | 20 de diciembre de 2008 | Unstoppable                             | Crystal River, Florida | 1            | 287          | [ 8 ] |
| 9   | The British Lions (Chris Gray & Tommy Taylor)         | 3 de octubre de 2009    | Fallout                                 | Crystal River, Florida | 1            | 301          | Fue un steel cage match. |
| 10  | The Dark City Fight Club (Jon Davis & Kory Chavis)    | 31 de julio de 2010     | Cage of Pain III                        | Crystal River, Florida | 1            | 454          | [ 10 ] |
| 11  | The Scene (Caleb Konley & Scott Reed)                 | 28 de octubre de 2011   | Jeff Peterson Memorial Cup: Night 1     | Brooksville, Florida   | 1            | 462          | [ 11 ] |
| 12  | Dos Ben Dejos (Eddie Cruz & Jay Rios)                 | 1 de febrero de 2013    | Everything Burns                        | Tampa, Florida         | 1            | 154          | [ 12 ] |
| 13  | The Bravado Brothers (Harlem Bravado & Lance Bravado) | 5 de julio de 2013      | Declaration of Independence             | Ybor City, Florida     | 1            | 154          | Derrotaron a Dos Ben Dejos (Eddie Cruz & Jay Rios) y a KOA (Aaron Epic & Sugar Dunkerton).                                                                            |
| 14  | Rich Swann & Roderick Strong                          | 6 de diciembre de 2013  | In Full Force                           | Ybor City, Florida     | 1            | 147          | [ 14 ] |
| 15  | The Juicy Product (David Starr & J. T. Dunn)          | 2 de mayo de 2014       | Establish Dominance                     | Ybor City, Florida     | 1            | 253          | [ 15 ] |
| 16  | Savages (Eddie Graves & Teddy Stigma)                 | 10 de enero de 2015     | Everything Burns                        | Winter Park, Florida   | 1            | 209          | [ 16 ] |
| 17  | The Hooligans (Devin Cutter & Mason Cutter)           | 7 de agosto de 2015     | Heatstroke                              | Ybor City, Florida     | 1            | 910          | Fue un No disqualification match. |
| 18  | The End (Odinson & Parrow)                            | 2 de febrero de 2018    | Everything Burns                        | Ybor City, Florida     | 1            | 394          | [ 18 ] |
| 19  | The Precipice (Chance Auren & Omar Amir)              | 3 de marzo de 2019      | Ascension                               | Ybor City, Florida     | 1            | 243          | [ 19 ] |
| 20  | The Skulk (Adrian Alanis & Liam Gray)                 | 1 de noviembre de 2019  | In Full Force                           | Ybor City, Florida     | 1            | 744          | [ 20 ] |
| 21  | The Island Kings (Jaka & Sean Maluta)                 | 14 de noviembre de 2021 | WWN Supershow: Battle Of The Belts      | Clearwater, Florida    | 1            | 238          | Derrotaron a The Skulk (Adrian Alanis & Liam Gray), OAO (Hunter Law & Snoop Strikes) y The NYC Crew (Nino Cruz & Steve Pena).                                         |
| 22  | OAO (Hunter Law & Snoop Strikes)                      | 10 de julio de 2022     | In Full Force 2022                      | Clearwater, Florida    | 1            | 413          | [ 22 ] |
| 23  | The Metro Brothers (Chris Metro & JC Metro)           | 27 de agosto de 2023    | WWNLive SuperShow - Mercury Rising 2023 | Clearwater, Florida    | 1            | 364          | Fue un two-out-of-three falls match. |
| 24  | Annihilation (Chungus & Syther)                       | 25 de agosto de 2024    | Heatstroke 2024                         | Clearwater, Florida    | 1            | 140          | [ 24 ] |
| 25  | The Metro Brothers (Chris Metro & JC Metro)           | 12 de enero de 2025     | Everything Burns 2025                   | Clearwater, Florida    | 2            | 56           | Fue un street fight. |
| 26  | Annihilation (Chungus & Syther)                       | 9 de marzo de 2025      | WWN Supershow: Uprising                 | Clearwater, Florida    | 2            | 35           | Fue un six-man tag team match, en el que para el equipo de Annihilation estuvo luchando Simon Sez, mientras que para The Metro Brothers estuvo luchando Skinny Vinny. |
| 27  | LJ Cleary & Rich Swann                                | 13 de abril de 2025     | Establish Dominance 2025                | Clearwater, Florida    | 1            | 56           | [ 27 ] |
| 28  | The Emerald Empire (Devin Diaz & Jonathan Hudson)     | 8 de junio de 2025      | WWNLive SuperShow - Mercury Rising 2025 | Clearwater, Florida    | 1            | 70+          | [ 28 ] |

### Total de días con el título
La siguiente lista muestra el total de días que un equipo o un luchador ha poseído el campeonato, si se suman todos los reinados que posee. Actualizado a la fecha del 17 de agosto de 2025.

#### Por equipos
| + | Indica a los campeones actuales. |

| N.º | Equipo                                                | Reinados | Días combinados |
| --- | ----------------------------------------------------- | -------- | --------------- |
| 1   | The Hooligans (Devin Cutter & Mason Cutter)           | 1        | 910             |
| 2   | The Skulk (Adrian Alanis & Liam Gray)                 | 1        | 744             |
| 3   | The Scene (Caleb Konley & Scott Reed)                 | 1        | 462             |
| 4   | The Dark City Fight Club (Jon Davis & Kory Chavis)    | 1        | 454             |
| 5   | The Metro Brothers (Chris Metro & JC Metro)           | 2        | 420             |
| 6   | OAO (Hunter Law & Snoop Strikes)                      | 1        | 413             |
| 7   | The YRR (Jason Blade & Kenny King)                    | 1        | 407             |
| 8   | The End (Odinson & Parrow)                            | 1        | 394             |
| 9   | The Briscoe Brothers (Jay Briscoe & Mark Briscoe)     | 1        | 391             |
| 10  | The Heartbreak Express (Phil Davis & Sean Davis)      | 2        | 302             |
| 11  | The British Lions (Chris Gray & Tommy Taylor)         | 1        | 301             |
| 12  | Erick Stevens & Roderick Strong                       | 1        | 287             |
| 13  | The Juicy Product (David Starr & J. T. Dunn)          | 1        | 253             |
| 14  | The Precipice (Chance Auren & Omar Amir)              | 1        | 243             |
| 15  | The Island Kings (Jaka & Sean Maluta)                 | 1        | 238             |
| 16  | Savages (Eddie Graves & Teddy Stigma)                 | 1        | 209             |
| 17  | Annihilation (Chungus & Syther)                       | 2        | 175             |
| 18  | Dos Ben Dejos (Eddie Cruz & Jay Rios)                 | 1        | 154             |
| 18  | The Bravado Brothers (Harlem Bravado & Lance Bravado) | 1        | 154             |
| 20  | Rich Swann & Roderick Strong                          | 1        | 147             |
| 21  | Eddie Vegas & Jimmy Rave                              | 1        | 106             |
| 22  | The Black Market (Joey Machete & Shawn Murphy)        | 1        | 105             |
| 23  | The Emerald Empire (Devin Diaz & Jonathan Hudson)     | 1        | 70+             |
| 24  | LJ Cleary & Rich Swann                                | 1        | 56              |
| 25  | Sal Rinauro & Spanky                                  | 1        | 27              |

#### Por luchador
| + | Indica a los campeones actuales. |

| N.º | Luchador        | Reinados | Días combinados |
| --- | --------------- | -------- | --------------- |
| 1   | Devin Cutter    | 1        | 910             |
| 1   | Mason Cutter    | 1        | 910             |
| 3   | Adrian Alanis   | 1        | 744             |
| 3   | Liam Gray       | 1        | 744             |
| 5   | Caleb Konley    | 1        | 462             |
| 5   | Scott Reed      | 1        | 462             |
| 7   | Jon Davis       | 1        | 454             |
| 7   | Kory Chavis     | 1        | 454             |
| 9   | Roderick Strong | 2        | 434             |
| 10  | Chris Metro     | 2        | 420             |
| 10  | JC Metro        | 2        | 420             |
| 12  | Hunter Law      | 1        | 413             |
| 12  | Snoop Strikes   | 1        | 413             |
| 14  | Jason Blade     | 1        | 407             |
| 14  | Kenny King      | 1        | 407             |
| 16  | Odinson         | 1        | 394             |
| 16  | Parrow          | 1        | 394             |
| 18  | Jay Briscoe     | 1        | 391             |
| 18  | Mark Briscoe    | 1        | 391             |
| 20  | Phil Davis      | 2        | 302             |
| 20  | Sean Davis      | 2        | 302             |
| 22  | Chris Grey      | 1        | 301             |
| 22  | Tommy Taylor    | 1        | 301             |
| 24  | Erick Stevens   | 1        | 287             |
| 25  | David Starr     | 1        | 253             |
| 25  | J. T. Dunn      | 1        | 253             |
| 27  | Chance Auren    | 1        | 243             |
| 27  | Omar Amir       | 1        | 243             |
| 29  | Jaka            | 1        | 238             |
| 29  | Sean Maluta     | 1        | 238             |
| 31  | Eddie Graves    | 1        | 209             |
| 31  | Teddy Stigma    | 1        | 209             |
| 33  | Rich Swann      | 1        | 203             |
| 34  | Chungus         | 2        | 175             |
| 34  | Syther          | 2        | 175             |
| 36  | Eddie Cruz      | 1        | 154             |
| 36  | Harlem Bravado  | 1        | 154             |
| 36  | Jay Rios        | 1        | 154             |
| 36  | Lance Bravado   | 1        | 154             |
| 40  | Eddie Vegas     | 1        | 106             |
| 40  | Jimmy Rave      | 1        | 106             |
| 42  | Joey Machete    | 1        | 105             |
| 42  | Shawn Murphy    | 1        | 105             |
| 44  | Devin Diaz      | 1        | 70+             |
| 44  | Jonathan Hudson | 1        | 70+             |
| 46  | LJ Cleary       | 1        | 56              |
| 47  | Sal Rinauro     | 1        | 27              |
| 47  | Spanky          | 1        | 27              |

### Mayor cantidad de reinados

#### Por equipos
| Reinados | Equipo                                                   |
| -------- | -------------------------------------------------------- |
| 2 veces  | The Metro Brothers, The Heartbreak Express, Annihilation |

#### Por luchador
| Reinados | Luchador (es)                                                                   |
| -------- | ------------------------------------------------------------------------------- |
| 2 veces  | Roderick Strong, Chris Metro, JC Metro, Phil Davis, Sean Davis, Chungus, Syther |